# Троячка (потік)
Троячка (словац. Trojačka) — річка в Словаччині, ліва притока Кисуці, протікає в окрузі Чадця.
Довжина приблизно 5.1-6.2 км. Витік знаходиться в масиві Західні Бескиди (частина Турзовська Верховина; біля перевалу Бумбалка) — на висоті близько 850 метрів. Протікає територією села Маков.
Впадає в Кисуцю на висоті приблизно 625 метрів.